# Даніель Джуліус Бернштайн
Даніель Джуліус Бернштайн (англ. Daniel J. Bernstein, іноді відомий просто як djb), народився 29 жовтня 1971 року) — німецько-американський математик, криптолог, програміст і професор математики та інформатики в Технологічному університеті в Ейндговені та професор в університеті Іллінойсу в Чикаго.